# Les hommes préfèrent les grosses
Les hommes préfèrent les grosses è un film del 1981 diretto da Jean-Marie Poiré.